# Megaloctena
Megaloctena — рід совкових з підродини совок-п'ядунів який зустрічається в Азії.

## Систематика
У складі роду:
- Megaloctena alpherakyi Leech, 1900
- Megaloctena angulata Leech, 1900
- Megaloctena buxivora Owada, 1991
- Megaloctena grandis Alphéraky, 1892
- Megaloctena houlberti Oberthür, 1923
- Megaloctena mandarina Leech, 1900
- Megaloctena pallens Leech, 1900
- Megaloctena punctilinea Leech, 1900
- Megaloctena sordida Leech, 1900